# Pterolophia ochreomaculata
Pterolophia ochreomaculata är en skalbaggsart som beskrevs av Stefan von Breuning 1940. Pterolophia ochreomaculata ingår i släktet Pterolophia och familjen långhorningar. Inga underarter finns listade i Catalogue of Life.